# Milionia cyanifera
Milionia cyanifera är en fjärilsart som beskrevs av Rothschild 1895. Milionia cyanifera ingår i släktet Milionia och familjen mätare. Inga underarter finns listade i Catalogue of Life.